# Песочная (приток Сосцы)
Песочная — река в России, протекает по Калининскому району Тверской области. Устье реки находится в 8,4 км от устья реки Сосцы по левому берегу. Длина реки составляет 12 км, площадь водосборного бассейна — 60,7 км².

## Данные водного реестра
По данным государственного водного реестра России относится к Верхневолжскому бассейновому округу, водохозяйственный участок реки — Волга от города Тверь до Иваньковского гидроузла (Иваньковское водохранилище), речной подбассейн реки — бассейны притоков (Верхней) Волги до Рыбинского водохранилища. Речной бассейн реки — (Верхняя) Волга до Куйбышевского водохранилища (без бассейна Оки).
Код объекта в государственном водном реестре — 08010100712110000003050.